# فريدريك كلارك تيت
فريدريك كلارك تيت هو سياسي كندي، ولد في 24 يناير 1849، وتوفي في 1920. حزبياً، نشط في حزب ساسكاتشوان المحافظ التقدمي. وقد انتخب عضو المجلس التشريعي من ساسكاتشوان.